# 1053
1053 (MLIII) fue un año común comenzado en viernes del calendario juliano.

## Acontecimientos
- Se construye el Salón del Fénix del templo budista Byōdō-in, en Kioto, Japón. Hoy es la única estructura original en pie del templo.

## Nacimientos
- 7 de julio: Emperador Shirakawa de Japón. (d.1129)
- Ramón Berenguer II conde de Barcelona.
- Vladímir II Monómaco príncipe de Kiev (d.1125)

## Fallecimientos
- Liu Yong, escritor chino.